# Zheng Shuyin
Pour les articles homonymes, voir Zheng.
Zheng Shuyin, née le 1er mai 1994 dans la banlieue de Dandong, est une taekwondoïste chinoise des années 2010 qui concourt dans la catégorie des poids moyens à poids lourds. Elle est très longiligne avec une taille de 1,92m. 
Son premier titre international est conquis à l'âge de 16 ans lors des premiers Jeux olympiques de la jeunesse qui se déroulait à Singapour. Elle remporte une première d'argent en 2015 aux mondiaux de Tcheliabinsk dans la catégorie des poids moyens (–73 kg) s'inclinant en finale face à Oh Hye-ri.
Elle gagne l'année suivante la médaille d'or dans la catégorie des plus de 67 kg aux Jeux olympiques de Rio, en battant la Mexicaine María del Rosario Espinoza avec le score 5-1 dans l'arena Carioca 3.